# ミャンマーにおけるLGBTの権利
ミャンマーにおけるレズビアン、ゲイ、バイセクシュアル、トランスジェンダー（LGBT）は、非LGBTの住民が経験しない深刻な課題に直面している。同性愛の性的行為は違法とされており、1861年制定1886年施行のミャンマー刑法第377条によって、同意の有無や私的な場で行われたかどうかに関わらず、同性愛の性的行為に最大20年の懲役刑が科される可能性がある。また、異性間の肛門性交やオーラルセックスも違法とされている。トランスジェンダーの人々は警察からの嫌がらせや性的暴行の対象となり、彼らの性自認は国家によって認められていない 。
1988年から2011年までの国家平和発展評議会（SPDC）による長期間の軍事独裁政権下では、LGBT市民の法的・社会的地位について正確な情報を得ることが困難であった。しかし、2011年から2015年のミャンマー政治改革以降、メディアと市民の自由が改善されたことで、LGBTQの人々が国の中でより多くの可視性と支持を得ることが可能となった。
2015年の国民民主連盟（NLD）の選挙勝利後、同党は人権の改善を約束し、リーダーであるアウンサンスーチーもかつて同性愛の非犯罪化を求めていたが、反LGBT法に関する変更は行われていない。それにもかかわらず、LGBT活動家たちは、世界的な傾向に沿って、LGBTの人々に対する社会的受容や寛容の風潮が徐々に広がっていると指摘している。

## 刑法
刑法377条において同性間・異性間を問わずソドミーは違法とされ、罰金や最大20年の懲役刑が定められているが厳格に適用されているわけではない。2001年に、全ビルマ学生民主戦線がソドミー法の廃止を決議し、レズビゲイの権利委員会はこれを勝利として歓迎した。
2013年、当時の野党指導者であったアウンサンスーチーは、ミャンマーにおける同性愛の非犯罪化を求めた。彼女は、同性愛に関する法律がHIV対策を妨げていると述べた。 しかし、2015年に国民民主連盟が政権を掌握した後も、これらの法律は改正されなかった。 
LGBTの人々は、警察法（၁၉၄၅ ခုနှစ်၊ ရဲအက်ဥပဒေ）第35条(c)の「影の法律」または「暗黒法」によっても標的にされている。この法律は、警察が日没後に怪しい行動をしていると見なした人物を拘束することを許可している。2018年11月、ゲイ活動家のアウンミョートゥッ（通称「アディ・チェン」）が、ソドミー法に基づき逮捕された。
刑法の下記条項はLGBTの人々に適用され得るとされる。
- 269条および270条では、性感染症の感染予防を怠った人物を犯罪としている。

- 290条では、細則規定のない「 公的不法妨害（英語版）」に対して最大200ルピーの罰金が規定されている。

- 292条〜294条では、わいせつな物品や曲の作成や販売、提供や、成人/未成年の区別なく公共の場における全ての猥褻行為を禁じている。

- 372条では、18際未満の売買春の禁止や不道徳な性的関係に基づく売春を禁じている。

- 469条では、法的な婚姻以外の関係性による結婚式の開催を禁じている。

- Emergency Provisions Act （非常事態準備法）の5(j)条では、社会的公共的な利益に反する個人の規範を規制する条項がある[13] 。

2005年に行なわれたミャンマー政府のインターネットフィルタリングポリシーについての研究では、PFLAGへのアクセスがブロックされていることが明らかになった。

## 社会・文化
ミャンマーの政治状態により、LGBTの政治団体や社会団体は存在しない。ミャンマーの社会規範におけるセクシャリティの扱いは、「極めて保守的」とされる。
アウンミョーミンはゲイであることを公表し 全ビルマ学生民主戦線にて活動を行なっていた人物である。2005年に自身のカミングアウトの経験や民主化への反発をも含んだホモフォビアの存在などを語っている。
『Utopia Guide to Cambodia, Laos, Myanmar & Vietnam』によると「ミャンマーの申請な儀式にてトランスジェンダーのシャーマンがチャネリングを行なっている」とされる。しかしミャンマーには表立ってゲイバーとして営業する店舗やLGBTの権利擁護団体も存在しない。都市部においては異性愛者の中に混じってLGBTの常連客が立ち寄るナイトクラブがいくつか存在するという未詳細なレポートのみがある。
ミャンマーを訪れたアメリカ人のゲイジャーナリストが、地元の人々に同性愛者についてインタビューを試みたが、殆ど反応は見られなかった。これはミャンマー政府が外国のジャーナリストとの会話、とりわけ政治について行なわないよう指導しているためとされる。

## 同性間のパートナーシップ
ミャンマーでは同性結婚やシビル・ユニオンが認められていない。2014年、ミャンマーの同性カップルが10年間同棲した後に非公式の結婚式を行い、メディアの注目を集めた。この出来事は保守派の反発を招き、ソドミー法がなぜ適用されていないのかが問題視された。。  

## 性自認と表現
ミャンマーでは、トランスジェンダーの人が出生時に割り当てられた性別を変更することは認められていない。警察によってトランスジェンダーの人が強姦、虐待、恐喝の被害を受けることもあり、「影の法律」として知られる警察法第35条(c)を根拠に標的にされることが多い。
一般的に、トランスジェンダーの人に開かれた「尊敬される」職業は、美容師、ファッションデザイナー、あるいは「ナッカドー」（霊媒師）という3つしかない。「ナッカドー」として活動することで、社会から否定されてきた尊敬や崇拝を得ることも可能になる。

## 性的マイノリティの生活

### 世論の態度
軍事政権下では、組織化されたLGBTの政治的・社会的活動は存在しなかった。ミャンマーの性に関する社会的慣習は「極めて保守的」とされている。特にHIV/AIDSに感染しているゲイ男性は汚名を着せられている 。仏教の伝統では、LGBTとして生まれた人は前世の罪に対する罰を受けていると考えられることもある。歴史的に、政府による同性愛嫌悪や大衆の理解不足、共同体内部でのロールモデルの欠如によって、LGBTの人々はミャンマー社会で不可視化されてきた。

## 著名なLGBTの人々
- ミョーコーコーサン（英語版） - ミャンマー初のトランスジェンダーモデル、LGBTの権利活動家、ミス・コンテスト優勝者[28]。
- シンタン（英語版） - 著名なLGBTの権利活動家[29]。
- キンサンウィン（英語版） - ミャンマーのメイクアップアーティストおよび女優。
- オカーミンマウン（英語版） - ミャンマーの俳優、モデル、歌手[30]。
- アウンミョートゥッ（Aung Myo Htut） - 「アディ・チェン」としても知られるゲイの活動家。2018年11月にソドミー法で逮捕された[11]。
- モーゴッパウッパウッ（英語版） - ミャンマーのファッションデザイナー。
- ミョーミンソー（英語版） - ミャンマーのファッションデザイナー。
- ジョン・ルウィン（英語版） - 元ミャンマーのモデル、モデルエージェンシー創設者、イベントオーガナイザー、LGBTの権利活動家。
- スエジンテッ（英語版） - ミャンマーのモデルおよびミス・コンテストのタイトル保持者[31]。
- ゲーゲー（英語版） - ミャンマーの歌手[32]。

## 各種人権状況早見表
| 同性間性行為の合法性                                             | （刑罰: 最大20年の懲役および罰金） |
| 同意年齢の平等                                                   |                                    |
| 雇用における差別禁止法                                           |                                    |
| 財・サービス提供における差別禁止法                               |                                    |
| その他の全分野（間接的な差別、憎悪発言を含む）における差別禁止法 |                                    |
| 同性婚                                                           |                                    |
| 同性カップルの法的認知                                           |                                    |
| 同性カップルによる継子の養子縁組                                 |                                    |
| 同性カップルによる共同養子縁組                                   |                                    |
| 同性愛者が軍隊でオープンに勤務する権利                           |                                    |
| 法的性別変更の権利                                               |                                    |
| レズビアンの体外受精（IVF）へのアクセス                          |                                    |
| ゲイ男性カップルのための商業的代理出産                           |                                    |
| 男性間性交渉者（MSM）の献血許可                                  |                                    |